# V.Premier League 2014/2015 (damer)
V.Premier League 2014-2015 spelades mellan 15 november 2014 och 4 april 2015. Det var den 46:e upplagan av turneringen, som utser de japanska mästarna i volleyboll och 8 lag deltog. NEC Red Rockets blev mästare för sjätte gången genom att besegra Hisamitsu Springs i finalen. Akari Oumi utsågs till mest värdefulla spelare medan Mia Jerkov var främsta poängvinnare.

## Regelverk
Tävlingen började med seriespel där alla lagen mötte varandra tre gånger.
- De sex första lagen i serien gick vidare till slutspel. Den bestod av först en kort serie där alla lag mötte varandra en gång. Det första laget gick vidare till final, medan tvåan och trean gick vidare till en semifinal om den andra finalplatsen. Både final och match om tredjepris avgjordes genom en direkt avgörande match.
- De fyra sista lagen fick spela Challenge match mot ett annat av de fyra sista lagen. Matchen var ett dubbelmöte där vinnaren stannade kvar i serien, medan förloraren åkte ur.

## Turneringen[2]

### Grundserien

#### Första rundan
| Första omgången |                                   |     |                                   |
|                 |                                   |     |                                   |
| 15-11           | Hisamitsu Springs - Toray Arrows  | 3-2 | 25-27, 25-17, 19-25, 27-25, 15-13 |
| 15-11           | Okayama Seagulls - Denso Airybees | 3-0 | 26-24, 25-21, 25-23               |
| 16-11           | TAB Queenseis - Ageo Medics       | 0-3 | 21-25, 15-25, 30-32               |
| 16-11           | NEC Red Rockets - Hitachi Rivale  | 3-0 | 25-15, 25-22, 25-21               |

| Andra omgången |                                   |     |                     |
|                |                                   |     |                     |
| 22-11          | Hisamitsu Springs - TAB Queenseis | 3-0 | 25-17, 25-21, 27-25 |
| 22-11          | NEC Red Rockets - Denso Airybees  | 3-0 | 25-18, 25-18, 25-23 |
| 22-11          | Hitachi Rivale - Ageo Medics      | 3-0 | 25-15, 25-21, 25-22 |
| 22-11          | Okayama Seagulls - Toray Arrows   | 3-0 | 25-16, 25-14, 25-17 |

| Tredje omgången |                                    |     |                                   |
|                 |                                    |     |                                   |
| 23-11           | Hisamitsu Springs - Denso Airybees | 3-1 | 22-25, 25-22, 25-18, 25-14        |
| 23-11           | TAB Queenseis - NEC Red Rockets    | 2-3 | 21-25, 25-20, 25-18, 21-25, 10-15 |
| 23-11           | Toray Arrows - Ageo Medics         | 0-3 | 16-25, 20-25, 21-25               |
| 23-11           | Okayama Seagulls - Hitachi Rivale  | 3-0 | 26-24, 25-22, 25-20               |

| Fjärde omgången |                                     |     |                                   |
|                 |                                     |     |                                   |
| 29-11           | Toray Arrows - TAB Queenseis        | 1-3 | 25-21, 23-25, 21-25, 10-25        |
| 29-11           | Hitachi Rivale - Denso Airybees     | 3-2 | 23-25, 21-25, 29-27, 34-32, 15-13 |
| 29-11           | Hisamitsu Springs - NEC Red Rockets | 3-2 | 16-25, 23-25, 25-15, 25-20, 15-9  |
| 29-11           | Okayama Seagulls - Ageo Medics      | 3-2 | 18-25, 25-23, 25-19, 19-25, 17-15 |

| Femte omgången |                                    |     |                                   |
|                |                                    |     |                                   |
| 30-11          | Toray Arrows - Hitachi Rivale      | 3-2 | 18-25, 25-22, 25-22, 17-25, 16-14 |
| 30-11          | TAB Queenseis - Denso Airybees     | 3-0 | 25-23, 26-24, 25-23               |
| 30-11          | Hisamitsu Springs - Ageo Medics    | 3-1 | 25-18, 25-21, 17-25, 25-14        |
| 30-11          | Okayama Seagulls - NEC Red Rockets | 3-1 | 25-17, 25-20, 23-25, 25-21        |

| Sjätte omgången |                                    |     |                                   |
|                 |                                    |     |                                   |
| 06-12           | Hisamitsu Springs - Hitachi Rivale | 2-3 | 17-25, 25-16, 25-22, 21-25, 11-15 |
| 06-12           | TAB Queenseis - Okayama Seagulls   | 0-3 | 23-25, 20-25, 21-25               |
| 06-12           | NEC Red Rockets - Ageo Medics      | 3-2 | 25-15, 23-25, 18-25, 28-26, 15-13 |
| 06-12           | Toray Arrows - Denso Airybees      | 1-3 | 21-25, 20-25, 25-22, 22-25        |

| \| Sjunde omgången \| \| \| \| \| \| \| \| \| \| 07-12 \| Hisamitsu Springs - Okayama Seagulls \| 3-0 \| 25-19, 25-18, 25-21 \| \| 07-12 \| TAB Queenseis - Hitachi Rivale \| 2-3 \| 18-25, 25-22, 26-24, 23-25, 15-17 \| \| 07-12 \| Denso Airybees - Ageo Medics \| 1-3 \| 19-25, 25-20, 16-25, 24-26 \| \| 07-12 \| Toray Arrows - NEC Red Rockets \| 2-3 \| 19-25, 25-21, 19-25, 25-23, 17-19 \| |                                      |     |                                   |
| Sjunde omgången |                                      |     |                                   |
| |                                      |     |                                   |
| 07-12 | Hisamitsu Springs - Okayama Seagulls | 3-0 | 25-19, 25-18, 25-21               |
| 07-12 | TAB Queenseis - Hitachi Rivale       | 2-3 | 18-25, 25-22, 26-24, 23-25, 15-17 |
| 07-12 | Denso Airybees - Ageo Medics         | 1-3 | 19-25, 25-20, 16-25, 24-26        |
| 07-12 | Toray Arrows - NEC Red Rockets       | 2-3 | 19-25, 25-21, 19-25, 25-23, 17-19 |

#### Andra rundan
| Åttonde omgången |                                  |     |                                   |
|                  |                                  |     |                                   |
| 10-01            | Hisamitsu Springs - Ageo Medics  | 3-0 | 25-22, 25-19, 25-20               |
| 10-01            | NEC Red Rockets - Hitachi Rivale | 3-1 | 20-25, 25-23, 25-18, 25-22        |
| 10-01            | Okayama Seagulls - Toray Arrows  | 1-3 | 25-20, 22-25, 16-25, 21-25        |
| 10-01            | TAB Queenseis - Denso Airybees   | 3-2 | 25-23, 17-25, 18-25, 27-25, 15-11 |

| Nionde omgången |                                     |     |                            |
|                 |                                     |     |                            |
| 11-01           | Hisamitsu Springs - NEC Red Rockets | 3-0 | 25-22, 25-16, 30-28        |
| 11-01           | Hitachi Rivale - Ageo Medics        | 3-1 | 25-18, 23-25, 25-23, 25-20 |
| 11-01           | Okayama Seagulls - TAB Queenseis    | 3-1 | 25-21, 25-17, 19-25, 25-22 |
| 11-01           | Toray Arrows - Denso Airybees       | 3-0 | 25-23, 25-22, 25-19        |

| Tionde omgången |                                      |     |                                   |
|                 |                                      |     |                                   |
| 17-01           | NEC Red Rockets - Denso Airybees     | 3-0 | 25-20, 25-21, 25-18               |
| 17-01           | Hitachi Rivale - Toray Arrows        | 0-3 | 18-25, 19-25, 18-25               |
| 17-01           | TAB Queenseis - Ageo Medics          | 2-3 | 19-25, 25-19, 29-31, 25-21, 10-15 |
| 17-01           | Hisamitsu Springs - Okayama Seagulls | 3-2 | 17-25, 25-15, 20-25, 25-16, 15-13 |

| Elfte omgången |                                   |     |                                   |
|                |                                   |     |                                   |
| 18-01          | Toray Arrows - NEC Red Rockets    | 3-0 | 25-22, 25-23, 25-23               |
| 18-01          | Hitachi Rivale - Denso Airybees   | 2-3 | 18-25, 25-23, 21-25, 25-23, 14-16 |
| 18-01          | Hisamitsu Springs - TAB Queenseis | 3-0 | 25-17, 25-15, 25-12               |
| 18-01          | Okayama Seagulls - Ageo Medics    | 1-3 | 16-25, 24-26, 27-25, 17-25        |

| Tolfte omgången |                                   |     |                                   |
|                 |                                   |     |                                   |
| 24-01           | Okayama Seagulls - Denso Airybees | 0-3 | 20-25, 24-26, 21-25               |
| 24-01           | NEC Red Rockets - Ageo Medics     | 2-3 | 22-25, 23-25, 26-24, 25-19, 10-15 |
| 24-01           | Hisamitsu Springs - Toray Arrows  | 3-1 | 23-25, 25-23, 25-22, 25-17        |
| 24-01           | TAB Queenseis - Hitachi Rivale    | 3-2 | 25-20, 25-10, 22-25, 16-25, 20-18 |

| Trettonde omgången |                                    |     |                                   |
|                    |                                    |     |                                   |
| 25-01              | Denso Airybees - Ageo Medics       | 0-3 | 21-25, 23-25, 16-25               |
| 25-01              | NEC Red Rockets - Okayama Seagulls | 3-0 | 25-18, 25-23, 25-13               |
| 25-01              | Hisamitsu Springs - Hitachi Rivale | 3-2 | 25-17, 25-19, 22-25, 22-25, 15-9  |
| 25-01              | TAB Queenseis - Toray Arrows       | 3-2 | 28-26, 25-16, 19-25, 16-25, 16-14 |

| \| Fjortonde omgången \| \| \| \| \| \| \| \| \| \| 31-01 \| Toray Arrows - Ageo Medics \| 3-1 \| 17-25, 25-22, 25-17, 25-20 \| \| 31-01 \| TAB Queenseis - NEC Red Rockets \| 0-3 \| 28-30, 23-25, 26-28 \| \| 31-01 \| Hisamitsu Springs - Denso Airybees \| 3-2 \| 25-21, 18-25, 25-22, 18-25, 15-9 \| \| 31-01 \| Okayama Seagulls - Hitachi Rivale \| 3-1 \| 25-21, 13-25, 25-22, 25-15 \| |                                    |     |                                  |
| Fjortonde omgången |                                    |     |                                  |
| |                                    |     |                                  |
| 31-01 | Toray Arrows - Ageo Medics         | 3-1 | 17-25, 25-22, 25-17, 25-20       |
| 31-01 | TAB Queenseis - NEC Red Rockets    | 0-3 | 28-30, 23-25, 26-28              |
| 31-01 | Hisamitsu Springs - Denso Airybees | 3-2 | 25-21, 18-25, 25-22, 18-25, 15-9 |
| 31-01 | Okayama Seagulls - Hitachi Rivale  | 3-1 | 25-21, 13-25, 25-22, 25-15       |

#### Tredje rundan
| Femtonde omgången |                                      |     |                            |
|                   |                                      |     |                            |
| 01-02             | Toray Arrows - TAB Queenseis         | 3-0 | 25-20, 25-23, 25-18        |
| 01-02             | NEC Red Rockets - Ageo Medics        | 0-3 | 22-25, 21-25, 21-25        |
| 01-02             | Hitachi Rivale - Denso Airybees      | 0-3 | 18-25, 20-25, 17-25        |
| 01-02             | Hisamitsu Springs - Okayama Seagulls | 1-3 | 16-25, 19-25, 25-21, 16-25 |

| Sextonde omgången |                                     |     |                            |
|                   |                                     |     |                            |
| 07-02             | Hisamitsu Springs - NEC Red Rockets | 0-3 | 23-25, 28-30, 18-25        |
| 07-02             | Toray Arrows - Denso Airybees       | 0-3 | 15-25, 15-25, 23-25        |
| 07-02             | Okayama Seagulls - Hitachi Rivale   | 1-3 | 25-22, 23-25, 17-25, 17-25 |
| 07-02             | TAB Queenseis - Ageo Medics         | 0-3 | 21-25, 24-26, 19-25        |

| Sjuttonde omgången |                                    |     |                                   |
|                    |                                    |     |                                   |
| 08-02              | Hisamitsu Springs - Denso Airybees | 3-0 | 25-21, 25-19, 25-16               |
| 08-02              | Toray Arrows - NEC Red Rockets     | 3-2 | 25-23, 25-17, 21-25, 22-25, 17-15 |
| 08-02              | Okayama Seagulls - Ageo Medics     | 3-0 | 25-15, 25-20, 25-19               |
| 08-02              | TAB Queenseis - Hitachi Rivale     | 3-0 | 25-21, 25-22, 25-21               |

| Artonde omgången |                                  |     |                            |
|                  |                                  |     |                            |
| 14-02            | NEC Red Rockets - Hitachi Rivale | 3-0 | 25-23, 27-25, 31-29        |
| 14-02            | Denso Airybees - Ageo Medics     | 1-3 | 17-25, 22-25, 29-27, 16-25 |
| 14-02            | Okayama Seagulls - TAB Queenseis | 3-0 | 25-21, 25-18, 25-21        |
| 14-02            | Toray Arrows - Hisamitsu Springs | 1-3 | 25-23, 22-25, 18-25, 24-26 |

| Nittonde omgången |                                   |     |                                   |
|                   |                                   |     |                                   |
| 15-02             | NEC Red Rockets - Denso Airybees  | 3-1 | 20-25, 25-19, 25-20, 25-18        |
| 15-02             | Hitachi Rivale - Ageo Medics      | 1-3 | 23-25, 27-29, 25-14, 23-25        |
| 15-02             | Hisamitsu Springs - TAB Queenseis | 3-2 | 25-21, 19-25, 25-19, 20-25, 15-11 |
| 15-02             | Toray Arrows - Okayama Seagulls   | 3-1 | 25-23, 25-23, 21-25, 25-15        |

| Tjugonde omgången |                                    |     |                                   |
|                   |                                    |     |                                   |
| 21-02             | Toray Arrows - Ageo Medics         | 3-1 | 25-23, 20-25, 25-21, 25-18        |
| 21-02             | Hitachi Rivale - Hisamitsu Springs | 0-3 | 22-25, 19-25, 17-25               |
| 21-02             | TAB Queenseis - Denso Airybees     | 2-3 | 25-19, 25-19, 16-25, 21-25, 11-15 |
| 21-02             | NEC Red Rockets - Okayama Seagulls | 0-3 | 23-25, 21-25, 29-31               |

| \| Tjugoförsta omgången \| \| \| \| \| \| \| \| \| \| 22-02 \| Hisamitsu Springs - Ageo Medics \| 1-3 \| 18-25, 18-25, 25-22, 23-25 \| \| 22-02 \| Hitachi Rivale - Toray Arrows \| 3-1 \| 25-20, 25-19, 20-25, 25-18 \| \| 22-02 \| Okayama Seagulls - Denso Airybees \| 3-2 \| 21-25, 25-15, 25-23, 23-25, 18-16 \| \| 22-02 \| NEC Red Rockets - TAB Queenseis \| 3-1 \| 25-22, 20-25, 25-15, 25-23 \| |                                   |     |                                   |
| Tjugoförsta omgången |                                   |     |                                   |
| |                                   |     |                                   |
| 22-02 | Hisamitsu Springs - Ageo Medics   | 1-3 | 18-25, 18-25, 25-22, 23-25        |
| 22-02 | Hitachi Rivale - Toray Arrows     | 3-1 | 25-20, 25-19, 20-25, 25-18        |
| 22-02 | Okayama Seagulls - Denso Airybees | 3-2 | 21-25, 25-15, 25-23, 23-25, 18-16 |
| 22-02 | NEC Red Rockets - TAB Queenseis   | 3-1 | 25-22, 20-25, 25-15, 25-23        |

#### Sluttabell
| Pos. | Lag               | Pt | M  | V  | F  | SV | SF | Kvot  | PV | PF | Kvot |
| ---- | ----------------- | -- | -- | -- | -- | -- | -- | ----- | -- | -- | ---- |
| 1    | Hisamitsu Springs | 46 | 21 | 17 | 4  | 55 | 28 | 1,964 | -  | -  | -    |
| 2    | NEC Red Rockets   | 39 | 21 | 13 | 8  | 46 | 33 | 1,394 | -  | -  | -    |
| 3    | Okayama Seagulls  | 38 | 21 | 13 | 8  | 45 | 32 | 1,406 | -  | -  | -    |
| 4    | Ageo Medics       | 36 | 21 | 12 | 9  | 44 | 36 | 1,222 | -  | -  | -    |
| 5    | Toray Arrows      | 31 | 21 | 10 | 11 | 41 | 41 | 1,000 | -  | -  | -    |
| 6    | Hitachi Rivale    | 22 | 21 | 7  | 14 | 32 | 51 | 0,627 | -  | -  | -    |
| 7    | Denso Airybees    | 20 | 21 | 6  | 15 | 30 | 50 | 0,600 | -  | -  | -    |
| 8    | Toyota Queenseis  | 20 | 21 | 6  | 15 | 30 | 52 | 0,577 | -  | -  | -    |

| Kvalificerade för slutspelet | Vidare till Challenge match |

### Slutspel

#### Seriespel
| Resultat |                                      |     |                            |
|          |                                      |     |                            |
| 28-02    | Ageo Medics - Hitachi Rivale         | 3-0 | 25-19, 25-18, 25-17        |
| 28-02    | Hisamitsu Springs - Okayama Seagulls | 3-1 | 25-21, 19-25, 25-19, 25-18 |
| 28-02    | NEC Red Rockets - Toray Arrows       | 3-0 | 25-21, 25-23, 25-21        |
| 07-03    | NEC Red Rockets - Okayama Seagulls   | 3-1 | 19-25, 25-23, 25-22, 25-14 |
| 07-03    | Ageo Medics - Toray Arrows           | 3-1 | 25-17, 25-16, 22-25, 25-12 |
| 08-03    | Hisamitsu Springs - Toray Arrows     | 3-1 | 19-25, 25-20, 25-19, 25-18 |
| 08-03    | NEC Red Rockets - Hitachi Rivale     | 0-3 | 17-25, 18-25, 17-25        |
| 14-03    | NEC Red Rockets - Ageo Medics        | 3-1 | 18-25, 36-34, 25-19, 25-20 |

| Resultat |                                     |     |                                   |
|          |                                     |     |                                   |
| 14-03    | Okayama Seagulls - Hitachi Rivale   | 1-3 | 23-25, 30-32, 25-19, 19-25        |
| 15-03    | Hisamitsu Springs - Ageo Medics     | 3-1 | 25-15, 25-18, 22-25, 25-21        |
| 15-03    | Okayama Seagulls - Toray Arrows     | 2-3 | 25-21, 22-25, 20-25, 25-22, 12-15 |
| 21-03    | Hisamitsu Springs - NEC Red Rockets | 3-0 | 25-20, 25-18, 25-20               |
| 21-03    | Toray Arrows - Hitachi Rivale       | 3-2 | 27-29, 26-24, 25-17, 22-25, 15-8  |
| 22-03    | Hisamitsu Springs - Hitachi Rivale  | 3-0 | 25-17, 25-22, 26-24               |
| 22-03    | Okayama Seagulls - Ageo Medics      | 3-1 | 25-16, 25-16, 23-25, 26-24        |

| Pos | Lag               | Pt | M | V | F | SV | SF | Kvot  | PV | PF | Kvot |
| --- | ----------------- | -- | - | - | - | -- | -- | ----- | -- | -- | ---- |
| 1   | Hisamitsu Springs | 20 | 5 | 5 | 0 | 15 | 3  | 5.000 | -  | -  | -    |
| 2   | NEC Red Rockets   | 13 | 5 | 3 | 2 | 9  | 8  | 1.200 | -  | -  | -    |
| 3   | Ageo Medics       | 8  | 5 | 2 | 3 | 9  | 10 | 0.900 | -  | -  | -    |
| 4   | Okayama Seagulls  | 7  | 5 | 1 | 4 | 8  | 13 | 0.620 | -  | -  | -    |
| 5   | Hitachi Rivale    | 7  | 5 | 2 | 3 | 8  | 10 | 0.800 | -  | -  | -    |
| 6   | Toray Arrows      | 5  | 5 | 2 | 3 | 8  | 13 | 0.620 | -  | -  | -    |

| Kvalificerat för final | Kvalificerade för semifinal |

#### Semifinaler
| Semifinal |                               |     |                     |
|           |                               |     |                     |
| 28-03     | NEC Red Rockets - Ageo Medics | 3-0 | 25-22, 25-19, 25-21 |

| Final |                                     |     |                            |
|       |                                     |     |                            |
| 04-04 | Hisamitsu Springs - NEC Red Rockets | 1-3 | 25-22, 22-25, 19-25, 22-25 |

### Challenge match
| Match 1 |                                 |     |                                  |
|         |                                 |     |                                  |
| 28-03   | Toyota Queenseis - JT Marvelous | 2-3 | 25-18, 21-25, 25-22, 20-25, 7-15 |
| 28-03   | Denso Airybees - PFU BlueCats   | 3-1 | 18-25, 25-20, 25-23, 25-12       |

| Match 2 |                                 |     |                            |
|         |                                 |     |                            |
| 29-03   | Toyota Queenseis - JT Marvelous | 3-1 | 25-19, 25-18, 13-25, 25-13 |
| 29-03   | Denso Airybees - PFU BlueCats   | 3-1 | 25-20, 25-23, 17-25, 27-25 |

## Individuella utmärkelser
| Utmärkelse                                  | Giocatore        | Lag               |
| ------------------------------------------- | ---------------- | ----------------- |
| Mest värdefulla spelare                     | Akari Oumi       | NEC Red Rockets   |
| Bästa tränare                               | Akinori Yamada   | NEC Red Rockets   |
| Bästa kämpaglöd                             | Miyu Nagaoka     | Hisamitsu Springs |
| Bästa nykommling                            | Mizuki Yanagita  | NEC Red Rockets   |
| Bästa poängvinnare                          | Mia Jerkov       | Denso Airybees    |
| Bästa anfallare                             | Lauren Paolini   | Hitachi Rivale    |
| Bästa blockare                              | Erika Araki      | Ageo Medics       |
| Bästa servare                               | Kelly Murphy     | Ageo Medics       |
| Bästa mottagare                             | Risa Shinnabe    | Hisamitsu Springs |
| Bästa försvarare                            | Risa Shinnabe    | Hisamitsu Springs |
| Bästa lag                                   | Akari Oumi       | NEC Red Rockets   |
| Bästa lag                                   | Haruyo Shimamura | NEC Red Rockets   |
| Bästa lag                                   | Kaname Yamaguchi | NEC Red Rockets   |
| Bästa lag                                   | Miyu Nagaoka     | Hisamitsu Springs |
| Bästa lag                                   | Risa Shinnabe    | Hisamitsu Springs |
| Bästa lag                                   | Erika Araki      | Ageo Medics       |
| Bästa libero                                | Sayaka Iwasaki   | NEC Red Rockets   |
| Hederspris (230 matcher i V.Premier League) | Kaori Inoue      | Denso Airybees    |
| Hederspris (230 matcher i V.Premier League) | Erika Araki      | Ageo Medics       |
| Hederspris (230 matcher i V.Premier League) | Arisa Takada     | Toray Arrows      |

## Slutplaceringar
| Pos | Lag               | Vidare till                                |
| --- | ----------------- | ------------------------------------------ |
| 1   | NEC Red Rockets   | Asian Women's Club Volleyball Championship |
| 2   | Hisamitsu Springs |                                            |
| 3   | Ageo Medics       |                                            |
| 4   | Okayama Seagulls  |                                            |
| 5   | Hitachi Rivale    |                                            |
| 6   | Toray Arrows      |                                            |
| 7   | Denso Airybees    |                                            |
| 8   | Toyota Queenseis  |                                            |

## Statistik
| Vunna poäng | Vunna poäng      | Vunna poäng | Vunna poäng       |
| Pos.        | Namn             | Poäng       | Lag               |
| ----------- | ---------------- | ----------- | ----------------- |
| 1           | Mia Jerkov       | 546         | Denso Airybees    |
| 2           | Kelly Murphy     | 464         | Ageo Medics       |
| 3           | Miyu Nagaoka     | 419         | Hisamitsu Springs |
| 4           | Lauren Paolini   | 408         | Hitachi Rivale    |
| 5           | Saori Sakoda     | 348         | Toray Arrows      |
| 6           | Saori Kimura     | 336         | Toray Arrows      |
| 7           | Yuki Ishii       | 317         | Hisamitsu Springs |
| 8           | Aimi Kawashima   | 308         | Okayama Seagulls  |
| 9           | Moe Sasaki       | 302         | Okayama Seagulls  |
| 10          | Kanani Danielson | 298         | Toyota Queenseis  |

| Vunna attacker | Vunna attacker   | Vunna attacker | Vunna attacker    |
| Pos.           | Namn             | Poäng          | Lag               |
| -------------- | ---------------- | -------------- | ----------------- |
| 1              | Mia Jerkov       | 512            | Denso Airybees    |
| 2              | Kelly Murphy     | 424            | Ageo Medics       |
| 3              | Miyu Nagaoka     | 393            | Hisamitsu Springs |
| 4              | Lauren Paolini   | 347            | Hitachi Rivale    |
| 5              | Saori Sakoda     | 317            | Toray Arrows      |
| 6              | Saori Kimura     | 295            | Toray Arrows      |
| 7              | Aimi Kawashima   | 282            | Okayama Seagulls  |
| 8              | Kanani Danielson | 281            | Toyota Queenseis  |
| 9              | Yuki Ishii       | 276            | Hisamitsu Springs |
| 10             | Moe Sasaki       | 276            | Okayama Seagulls  |

| Vunna block | Vunna block      | Vunna block | Vunna block       |
| Pos.        | Namn             | Poäng       | Lag               |
| ----------- | ---------------- | ----------- | ----------------- |
| 1           | Erika Araki      | 61          | Ageo Medics       |
| 2           | Lauren Paolini   | 50          | Hitachi Rivale    |
| 3           | Yuko Maruyama    | 49          | Ageo Medics       |
| 4           | Nana Iwasaka     | 47          | Hisamitsu Springs |
| 5           | Kaori Inoue      | 43          | Denso Airybees    |
| 6           | Riho Ōtake       | 42          | Denso Airybees    |
| 7           | Yeliz Askan      | 37          | NEC Red Rockets   |
| 8           | Yuki Ishii       | 34          | Hisamitsu Springs |
| 9           | Haruyo Shimamura | 33          | NEC Red Rockets   |
| 10          | Saori Kimura     | 31          | Toray Arrows      |

| Serveess | Serveess         | Serveess | Serveess         |
| Pos.     | Namn             | Poäng    | Lag              |
| -------- | ---------------- | -------- | ---------------- |
| 1        | Kelly Murphy     | 21       | Ageo Medics      |
| 2        | Erika Araki      | 16       | Ageo Medics      |
| 3        | Haruyo Shimamura | 15       | NEC Red Rockets  |
| 4        | Mia Jerkov       | 12       | Denso Airybees   |
| 5        | Yeliz Askan      | 11       | NEC Red Rockets  |
| 6        | Lauren Paolini   | 11       | Hitachi Rivale   |
| 7        | Yurie Nabeya     | 10       | Denso Airybees   |
| 8        | Miya Satō        | 10       | Hitachi Rivale   |
| 9        | Natsumi Fujita   | 10       | Toyota Queenseis |
| 10       | Saori Kimura     | 10       | Toray Arrows     |

OBS: Uppgifterna gäller enbart grundserien